# Иоанн (Сиопко)
Митрополит Иоанн (в миру Игорь Степанович Сиопко; род. 14 марта 1964, город Ровно, УССР) — епископ Украинской православной церкви (Московский патриархат), митрополит Херсонский и Таврический, председатель Синодальной комиссии по канонизации святых Украинской православной церкви. Перед этим был архиереем в Украинской православной церкви Киевского патриархата. Тезоименитство — 9 октября.

## Биография
Родился 14 марта 1964 года в городе Ровно в семье рабочего.
В 1981 году окончил Ровенскую среднюю школу.

### Начало священнического служения
19 августа 1985 года в Троицком соборе города Луцка архиепископом Волынским и Ровенским Дамианом (Марчуком) был рукоположён во диакона к Михайловской церкви в селе Здовбица Здолбуновского района Ровенской области.
22 февраля 1987 года в Троицком соборе города Луцка епископом Волынским и Ровенским Варлаамом (Ильющенко) рукоположён во пресвитера и назначен настоятелем Варваринской церкви в селе Шпанов Ровенского района Ровенской области.
В июле 1987 года был переведён в Киевскую епархию и назначен настоятелем Спасо-Преображенского храма села Трушевцы Чигиринского района Черкасской области.

### Пребывание в УАПЦ и УПЦ КП
В июне 1991 года перешёл в Украинскую Автокефальную Православную Церковь. В 1992 году окончил Львовскую духовную семинарию и перешёл в Киевский Патриархат, где в сентябре 1992 года был рукоположён во епископа Хмельницкого и Каменец-Подольского, уже через два месяца, в ноябре 1992 года перемещён на кафедру епископа Черниговского и Сумского, а 14 июня 1993 года был назначен епископом Яготинским, викарием Киевской епархии. 

### Служение в УПЦ
14 декабря 1993 вместе с несколькими другими архиереями УПЦ КП написал обращение к митрополиту Киевскому и всея Украины Владимиру (Сабодану) с просьбой перехода в УПЦ (Московский патриархат), каковое решение просители объясняли так: «Во время проведения Всеукраинского Православного собора в Киеве нам стало известно — наши хиротонии недействительны, что до сего времени тщательно от нас скрывалось». Принят в Украинскую православную церковь (Московского Патриархата). 30 декабря 1993 года в Киево-Печерской лавре принял монашеский постриг с именем Иоанн, в честь святого апостола и евангелиста Иоанна Богослова.
7 января 1994 года митрополитом Киевским и всея Украины Владимиром возведён в сан игумена. 23 марта того же года назначен штатным священником Ильинской церкви города Киева. 2 августа того же года возведён в сан архимандрита и назначен секретарём Киевской епархии.
В 1996 году окончил Киевскую духовную академию.
13 декабря 1996 года в Трапезном храме Киево-Печерской лавры был хиротонисан во епископа Переяслав-Хмельницкого, викария Киевской Митрополии. Хиротонию совершали: митрополит Владимир (Сабодан), архиепископ Ионафан (Елецких), архиепископ Иларион (Шукало), епископы Анатолий (Гладкий), Гурий (Кузьменко), Серафим (Зализницкий), епископ Владимир-Волынский и Ковельский Симеон (Шостацкий).
26 июля 2000 года решением Священного Синода Украинской православной церкви назначен епископом Хустским и Виноградовским.
28 июля 2004 года возведён в сан архиепископа.
22 ноября 2006 года решением Священного синода Украинской православной церкви  назначен архиепископом Херсонским и Таврическим.
8 мая 2008 года решением Священного синода  Украинской православной церкви  назначен Председателем Синодальной комисии по канонизации святых УПЦ.
11 ноября 2008 года решением Священного синода Украинской православной церкви  назначен архиепископом Сумским и Ахтырским.
17 ноября 2008 года решением Священного синода Украинской православной церкви вновь назначен архиепископом Херсонским и Таврическим.
С 9 июля по 9 сентября 2009 года — временно управляющий Джанкойской епархией.
17 августа 2015 года возведён в сан митрополита.

## Награды
- Орден Рождество Христово II ст. – 2000 г.;
- Орден преподобного Нестора Летописца II ст. – 2004 г.;
- Юбилейный орден 1020-летия Крещения Руси I ст. – 2008 г.;
- Почаевской иконы Божией Матери – 2009 г.;
- Орден преподобного Нестора Летописца I ст. – 2009 г.;
- Орден апостола Андрея Первозванного – 2011 г.;
- Орден преподобного Серафима Саровского II ст. – 2014 г.;
- Орден апостола Иоанна Богослова I ст. – 2016 г.;
- Орден преподобного Иова Почаевского II ст. – 2019 г.